# Timashovka (Krasnodar)
Timashovka (del ruso: Тимашёвка) es un jútor del raión de Krylovskaya del krai de Krasnodar de Rusia. Está situado a orillas río Kugo-Yeya, afluente del río Yeya, 23 km al norte de Krylovskaya y 183 km al nordeste de Krasnodar, la capital del krai. Con una población de 95 habitantes en 2010. Perteneciente al municipio de  Kugoyéiskoye.